# Dolomit
Dolomit (Saussure, 1796), chemický vzorec CaMg(CO3)2 (uhličitan vápenato-hořečnatý), je klencový minerál.
Pojmenován podle: Déodat Gratet de Dolomieu (1750–1801), francouzský mineralog a geolog, který tento minerál popsal při zkoumání pohoří Dolomity v severní Itálii.
Dolomit je hlavním minerálem skupiny dolomitu, do které dále patří ankerit, kutnohorit a extrémně vzácné minrecordit a norsethit. Minerály skupiny dolomitu obsahují dva různé kationty uspořádané do vrstev, jejich struktura je odlišná od jednoduchých uhličitanů ze skupiny kalcitu. 

## Původ
Hydrotermální – krystaluje v nízkoteplotní fázi, metasomatický – zatlačováním kalcitu ve vápencových sedimentech, sedimentární – vysrážením z mořské vody (proces je popsán u halitu), magmatický – v karbonatitech.

## Morfologie
Nejčastěji tvoří zrnité, masivní nebo kuličkové agregáty, pseudomorfózy. Krystaly ve tvaru romboedru mají zohýbané plochy a obvykle tvoří drůzy.

## Vlastnosti
- Fyzikální vlastnosti: Tvrdost 3,5–4, křehký, hustota 2,9 g/cm³, štěpnost výborná podle {1011}, lom lasturnatý.
- Optické vlastnosti: Barva: bezbarvý, bílá, růžová, žlutavá, načervenalá, hnědavá, šedá až černá. Lesk skelný i perleťový, průhlednost: průhledný až průsvitný, vryp bílý s nádechem podle zabarvení.
- Chemické vlastnosti: Složení: Ca 21,73 %, Mg 13,18 %, C 13,03 %, O 52,06 %, příměsi Fe, Mn, Co, Zn, Pb. Před dmuchavkou se netaví, puká, plamen barví cihlově červeně (zvláště, je-li navlhčen HCl). V zředěné HCl se rozkládá (šumí) až po zahřátí. Dolomit tvoří úplný pevný roztok s dalšími minerály dolomitové skupiny – ankeritem a kutnohoritem. Mísitelnost s dalšími karbonáty je kvůli odlišné struktuře velmi omezená.

## Odrůdy
- ferrodolomit
- mangandolomit

## Podobné minerály
kalcit, ankerit, magnezit

## Parageneze
kalcit, galenit, sfalerit, pyrit, křemen aj.

## Získávání
Těžbou v lomech.

## Využití
Speciální druhy cementu ve stavebnictví, hnojivo, ohnivzdorné materiály. Bezbarvé odrůdy i jako drahý kámen (fasetové brusy).

## Naleziště
Hojný minerál. Tvoří horninu dolomit.
- Česko – Příbram, Jáchymov – krystaly na rudních žilách
- Slovensko – Banská Štiavnica, Zlatá Baňa, Jelšava
- Rakousko – Leogang
- Švýcarsko – Binnental
- Rumunsko – Baita
- Španělsko – Eugui
- a další.